# Buja (langue)
Cette page contient des caractères spéciaux ou non latins. S’ils s’affichent mal (▯, ?, etc.), consultez la page d’aide Unicode.
Cet article concerne la langue bantoue (C36c). Pour la langue bantoue (C37), voir Ebudza.
Le buja ou libuja est une langue bantoue parlée dans le province de la Mongala en République démocratique du Congo. Il n’est pas à confondre avec l’ebudza parlé dans le territoire de Bumba.

## Classification
Le buja est identifié par C.37 dans la classification de Guthrie.

## Répartition géographique
Le buja est parlé à Ngondi, en face de Lisala, ainsi que sur les îlots de Buja Liye et Buja Libala.